# Pa amb tomàquet

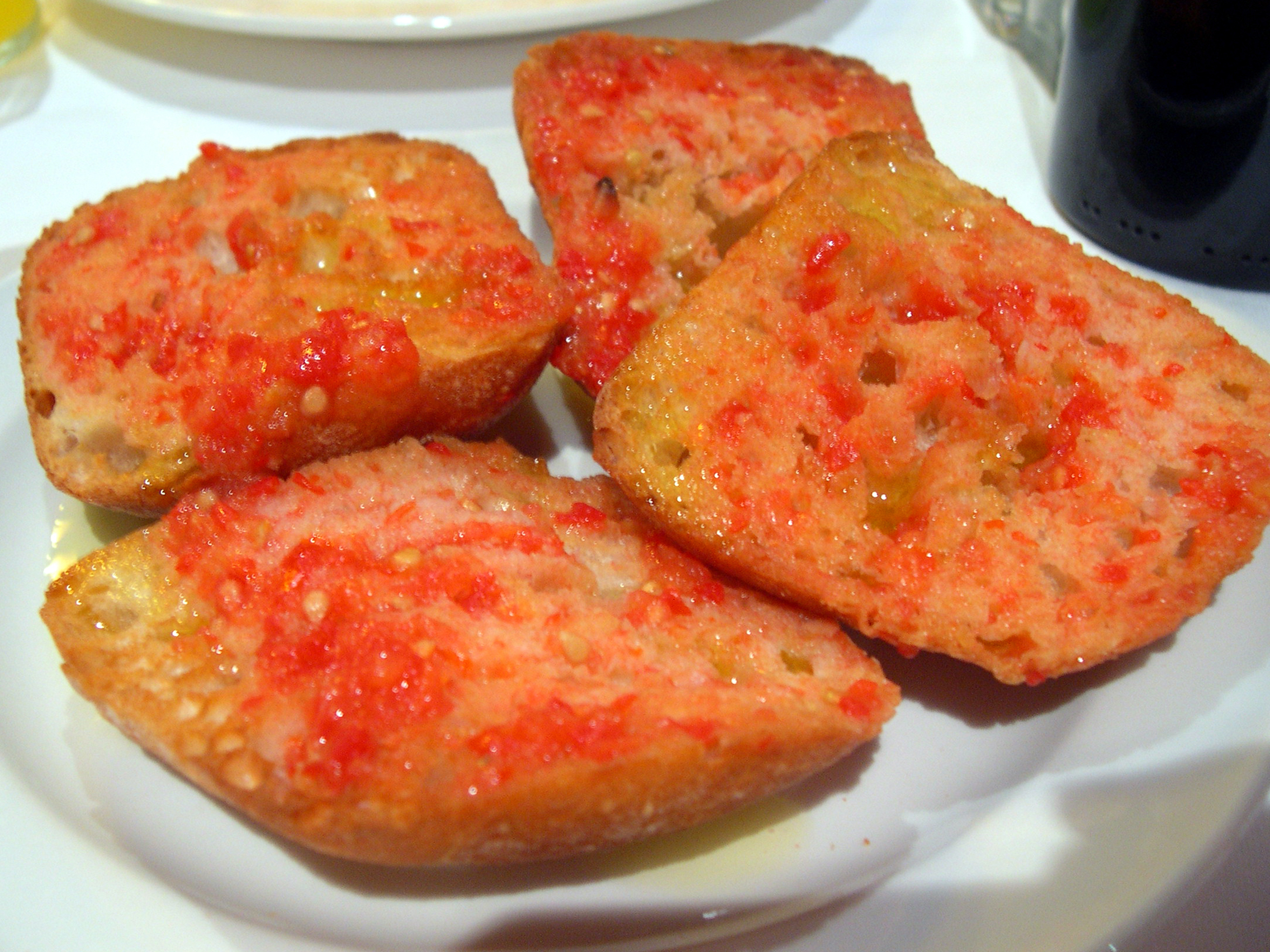
Pa amb tomàquet

Pa amb tomàquet [pa əm tu'makət] (katalanisch für: ‚Brot mit Tomate‘) ist ein typisches Gericht der katalanischen Küche. Es wird zum Frühstück, als Vorspeise oder einfach zwischendurch gereicht. Früher galt es als Arme-Leute-Essen. 
Geröstetes Bauernbrot wird zunächst mit Knoblauch abgerieben, mit einer halbierten Tomate eingerieben, dann mit Olivenöl beträufelt. Es gibt viele Varianten wie Pa amb oli (‚Brot mit Öl‘), auch mit Schweinelende oder mit Käse und Schinken.